# Louis Franchet d'Espèrey
Louis Félix Marie François Franchet d'Espèrey (tiếng Pháp: [lwi feliks maʁi fʁɑ̃swa fʁɑ̃ʃɛ dɛpɛʁɛ]; tiếng Serbia-Croatia: [frǎnʃe deperê(ː)]; 25 tháng 5 năm 1856 – 8 tháng 7 năm 1942) là một vị tướng người Pháp trong Thế chiến I. Trong vai trò chỉ huy một đạo quân lớn của Đồng Minh đóng tại Salonika, ông đã thực hiện chiến dịch Macedonia thành công, giúp đánh sập Mặt trận phía Nam và góp phần đưa đến việc hưu chiến.

## Thiếu thời
Franchet d'Espèrey sinh ra tại Mostaganem Algeria thuộc Pháp, là con trai của một sĩ quan kỵ binh thuộc Chasseurs d'Afrique. Ông theo học tại Saint-Cyr và tốt nghiệp vào năm 1876. Sau đó ông được bổ nhiệm vào một trung đoàn Algérie Tirailleurs (bộ binh người bản địa), tiếp theo là d'Espèrey phục vụ ở Liên bang Đông Dương, Trung Quốc (ở Boxer Rebellion vào năm 1900.